# Woodland (Caroline du Nord)
Woodland est une ville américaine située dans le comté de Northampton dans l'État de Caroline du Nord. En 2010, sa population était de 809 habitants.

## Démographie
| 1890 | 1900 | 1910 | 1920 | 1930 | 1940 |
| ---- | ---- | ---- | ---- | ---- | ---- |
| 247  | 242  | 312  | 400  | 501  | 486  |

| 1950 | 1960 | 1970 | 1980 | 1990 | 2000 |
| ---- | ---- | ---- | ---- | ---- | ---- |
| 590  | 651  | 744  | 861  | 760  | 833  |

| 2010 | - | - | - | - | - |
| ---- | - | - | - | - | - |
| 809  | - | - | - | - | - |

## Source de la traduction
- (en) Cet article est partiellement ou en totalité issu de l’article de Wikipédia en anglais intitulé « Woodland, North Carolina » (voir la liste des auteurs).